# Sheila Ryan
Sheila Ryan, pseudonimo di Katherine Elizabeth McLaughlin (Topeka, 8 giugno 1921 – Los Angeles, 4 novembre 1975), è stata un'attrice statunitense.

## Biografia
Ha iniziato ad avvicinarsi al mondo di Hollywood all'età di 18 anni, quando si presentò ai provini per partecipare ad un programma per la stazione televisiva W6XAO di Los Angeles. Nei suoi primi film venne accreditata come Bettie McLaughlin, recitando insieme a Stanlio e Ollio nei film Ciao amici! (1941) (nei titoli di coda appare accreditata come Sheila Ryan) e Sim salà bim (1942). Dopo aver preso parte a film importanti come Michael Shayne e l'enigma della maschera (1941) e Banana split (1943), la sua carriera cominciò a declinare alla fine degli anni '40, arrivando a recitare in film di serie B, in particolare in film western a basso budget.
Dopo aver preso parte anche a serie televisive, decide di ritirarsi dalla carriera di attrice nel 1968.
Morì a soli 54 anni il 4 novembre 1975 a causa di una malattia ai polmoni.

## Vita privata
Nel 1945 si sposò con l'attore Allan Lane, da cui divorziò l'anno dopo. Dopo una relazione travagliata con l'attore Edward Norris terminata nel 1948, si sposò con l'attore Pat Buttram nel 1952, da cui ebbe una figlia, Kathleen, deceduta nel 2007 per un tumore.

## Filmografia parziale

### Cinema
- What a Life, regia di Jay Theodore Reed (1939)
- Queen of the Mob, regia di James P. Hogan (1940)
- The Mad Doctor, regia di Tim Whelan (1941) - non accreditata
- Charlie Chan e i morti che parlano (Dead Men Tell), regia di Harry Lachman (1941)
- Michael Shayne e l'enigma della maschera (Dressed to Kill), regia di Eugene Forde (1941)
- Serenata a Vallechiara (Sun Valley Serenade), regia di H. Bruce Humberstone (1941) - non accreditata
- Ciao amici! (Great Guns), regia di Monty Banks (1941)
- Sim salà bim (A-Haunting We Will Go), regia di Alfred L. Werker (1942)
- Song of Texas, regia di Joseph Kane (1943)
- Banana split (The Gang's All Here), regia di Busby Berkeley (1943)
- Nozze agitate (Getting Gertie's Garter), regia di Allan Dwan (1945)
- Trasportato per ferrovia (Railroaded!), regia di Anthony Mann (1947)
- The Cowboy and the Indians, regia di John English (1949)
- Mule Train, regia di John English (1950)
- Western Pacific Agent, regia di Sam Newfield (1950)
- Gold Raiders, regia di Edward Bernds (1951)
- On Top of Old Smoky, regia di George Archainbaud (1953)
- Pack Train, regia di George Archainbaud (1953)

### Televisione
- Le avventure di Jet Jackson (Captain Midnight) – serie TV, episodio 1x13 (1954)
- Damon Runyon Theater – serie TV, episodio 1x20 (1955)